# Comuna Romașkîne, Sakî
Romașkîne (în ucraineană Ромашкине) este o comună în raionul Sakî, Republica Autonomă Crimeea, Ucraina, formată din satele Koloskî și Romașkîne (reședința).

## Demografie
Componența lingvistică a comunei Romașkîne
     Rusă (62,59%)
     Ucraineană (17,85%)
     Tătară crimeeană (16,64%)
     Belarusă (1,33%)
Conform recensământului din 2001, majoritatea populației comunei Romașkîne era vorbitoare de rusă (62,59%), existând în minoritate și vorbitori de ucraineană (17,85%), tătară crimeeană (16,64%) și belarusă (1,33%).